# رابطة سبارتاكوس
رابطة سبارتاكوس (بالإنجليزية: Spartacus League)‏ هو حزب سياسي من الرايخ الألماني، أسس في 1915، وحل في 1918.

## أعضاء بارزون
- كود سباركل
- تحديث القائمة

- روزا لوكسمبورغ (1915 - 1918)
- كارل ليبكنخت (1916 - 1918)
- إرنست ماير (سياسي)
- Heinrich Brandler
- إدوارد الكسندر
- Walter Vesper
- Gertrud Alexander
- Wilhelm Hauth

### الأعضاء المؤسسون
- روزا لوكسمبورغ
- Heinrich Brandler [الإنجليزية]‏
- مارثا أرندسي
- Käte Duncker [الإنجليزية]‏
- Leo Jogiches [الإنجليزية]‏
- Otto Geithner  [لغات أخرى]‏
- August Thalheimer [الإنجليزية]‏
- فيلهلم بيك
- فرانز ميرينغ
- كارل ليبكنخت
- ارنست هاينريش فريدريش ماير
- Hermann Duncker [الإنجليزية]‏
- Julian Marchlewski [الإنجليزية]‏
- Hugo Eberlein [الإنجليزية]‏
- Bertha Thalheimer [الإنجليزية]‏